# East End, Caymanöarna
East End är en ort i Caymanöarna (Storbritannien). Den ligger i den västra delen av Caymanöarna. East End ligger 8 meter över havet och antalet invånare är 1 639. Den ligger på ön Grand Cayman.
Den högsta punkten i närheten är 17 meter över havet, 1,7 km öster om East End.